# Borodino (1901)
Borodino (rusky Бородино) byla vedoucí loď stejnojmenné třídy bitevních lodí typu predreadnought postavených pro ruské carské námořnictvo na začátku dvacátého století. Dokončena byla po začátku rusko-japonské války v roce 1904 a byla přidělena k druhé eskadře tichooceánského loďstva. Na Dálný východ byla poslána několik měsíců po dokončení, aby prolomila japonskou blokádu Port Arthuru. Zatímco eskadra byla na cestě, Japonci přístav dobyli, čímž se cíl ruských lodí změnil na Vladivostok. Loď byla potopena během bitvy u Cušimy v květnu 1905 po výbuchu muničního skladu, který způsobil japonský zásah. Z celé posádky 855 důstojníků a námořníků přežil jen jediný člověk.